# Estoril Open 1999 - Qualificazioni singolare maschile
Le qualificazioni del singolare maschile dell'Estoril Open 1999 sono state un torneo di tennis preliminare per accedere alla fase finale della manifestazione. I vincitori dell'ultimo turno sono entrati di diritto nel tabellone principale. In caso di ritiro di uno o più giocatori aventi diritto a questi sono subentrati i lucky loser, ossia i giocatori che hanno perso nell'ultimo turno ma che avevano una classifica più alta rispetto agli altri partecipanti che avevano comunque perso nel turno finale.
Le qualificazioni del torneo Estoril Open 1999 prevedevano 32 partecipanti di cui 4 sono entrati nel tabellone principale.

## Teste di serie
1. Alberto Martín (ultimo turno)
2. Albert Portas (Qualificato)
3. Álex Calatrava (secondo turno)
4. Álex López Morón (Qualificato)

1. Marc-Kevin Goellner (primo turno)
2. Stéphane Huet (primo turno)
3. German Puentes-Alcaniz (primo turno)
4. Christophe Rochus (secondo turno)

## Qualificati
1. Ronald Agénor
2. Albert Portas

1. Gérard Solvès
2. Álex López Morón

## Tabellone

### Legenda
| - Q = Qualificato - WC = Wild card - LL = Lucky loser | - ALT = Alternate - SE = Special Exempt - PR = Protected Ranking | - w/o = Walkover - r = Ritirato - d = Squalificato |

### Sezione 1
|  | Primo turno       | Primo turno               | Primo turno               | Primo turno | Primo turno |  |  | Secondo turno   | Secondo turno     | Secondo turno     | Secondo turno | Secondo turno |   |   | Ultimo turno | Ultimo turno   | Ultimo turno | Ultimo turno | Ultimo turno |  |
|  |                   |                           |                           |             |             |  |  |                 |                   |                   |               |               |   |   |              |                |              |              |              |  |
|  | 1                 | Alberto Martín            | Alberto Martín            | 6           | 6           |  |  |                 |                   |                   |               |               |   |   |              |                |              |              |              |  |
|  |                   | Francisco Fogues-Domenech | Francisco Fogues-Domenech | 4           | 2           |  |  | 1               | Alberto Martín    | Alberto Martín    | 7             | 7             |   |   |              |                |              |              |              |  |
|  | Jean-René Lisnard | Jean-René Lisnard         | Jean-René Lisnard         | 6           | 7           |  |  |                 | Jean-René Lisnard | Jean-René Lisnard | 5             | 5             |   |   |              |                |              |              |              |  |
|  | Juan Giner        | Juan Giner                | Juan Giner                | 4           | 6           |  |  |                 |                   |                   |               |               |   |   | 1            | Alberto Martín | 3            | 6            | 6            |  |
|  | Ronald Agénor     | Ronald Agénor             | Ronald Agénor             | 6           | 6           |  |  |                 |                   |                   | Ronald Agénor | 6             | 4 | 7 |              |                |              |              |              |  |
|  | Reginald Willems  | Reginald Willems          | Reginald Willems          | 3           | 2           |  |  | Ronald Agénor   | Ronald Agénor     | Ronald Agénor     | 0             | 4             |   |   |              |                |              |              |              |  |
|  |                   | Tomás Carbonell           | 6                         | 3           | 6           |  |  | Tomás Carbonell | Tomás Carbonell   | Tomás Carbonell   | 6             | 1r            |   |   |              |                |              |              |              |  |
|  | 7                 | German Puentes-Alcaniz    | 4                         | 6           | 2           |  |  |                 |                   |                   |               |               |   |   |              |                |              |              |              |  |

### Sezione 2
|  | Primo turno            | Primo turno                | Primo turno                | Primo turno | Primo turno |  |  | Secondo turno | Secondo turno         | Secondo turno         | Secondo turno         | Secondo turno         |   |   | Ultimo turno | Ultimo turno  | Ultimo turno  | Ultimo turno | Ultimo turno |  |
|  |                        |                            |                            |             |             |  |  |               |                       |                       |                       |                       |   |   |              |               |               |              |              |  |
|  | 2                      | Albert Portas              | Albert Portas              | 6           | 6           |  |  |               |                       |                       |                       |                       |   |   |              |               |               |              |              |  |
|  |                        | Salvador Navarro-Gutierrez | Salvador Navarro-Gutierrez | 2           | 2           |  |  | 2             | Albert Portas         | Albert Portas         | 6                     | 6                     |   |   |              |               |               |              |              |  |
|  | Iztok Bozic            | Iztok Bozic                | Iztok Bozic                | 7           | 6           |  |  |               | Iztok Bozic           | Iztok Bozic           | 0                     | 2                     |   |   |              |               |               |              |              |  |
|  | Emilio Benfele Álvarez | Emilio Benfele Álvarez     | Emilio Benfele Álvarez     | 5           | 4           |  |  |               |                       |                       |                       |                       |   |   | 2            | Albert Portas | Albert Portas | 6            | 6            |  |
|  | Eduardo Nicolas-Espin  | Eduardo Nicolas-Espin      | Eduardo Nicolas-Espin      | 6           | 6           |  |  |               |                       |                       | Eduardo Nicolas-Espin | Eduardo Nicolas-Espin | 0 | 3 |              |               |               |              |              |  |
|  | Gorka Fraile           | Gorka Fraile               | Gorka Fraile               | 4           | 1           |  |  |               | Eduardo Nicolas-Espin | Eduardo Nicolas-Espin | 6                     | 6                     |   |   |              |               |               |              |              |  |
|  | 8                      | Christophe Rochus          | Christophe Rochus          | 6           | 6           |  |  | 8             | Christophe Rochus     | Christophe Rochus     | 4                     | 4                     |   |   |              |               |               |              |              |  |
|  |                        | David Caballero Garcia     | David Caballero Garcia     | 3           | 2           |  |  |               |                       |                       |                       |                       |   |   |              |               |               |              |              |  |

### Sezione 3
|  | Primo turno          | Primo turno          | Primo turno          | Primo turno | Primo turno |  |  | Secondo turno   | Secondo turno   | Secondo turno   | Secondo turno   | Secondo turno   |   |   | Ultimo turno  | Ultimo turno  | Ultimo turno  | Ultimo turno | Ultimo turno |  |
|  |                      |                      |                      |             |             |  |  |                 |                 |                 |                 |                 |   |   |               |               |               |              |              |  |
|  | 3                    | Álex Calatrava       | Álex Calatrava       | 6           | 6           |  |  |                 |                 |                 |                 |                 |   |   |               |               |               |              |              |  |
|  |                      | Tiago Vinhas-Sousa   | Tiago Vinhas-Sousa   | 1           | 4           |  |  | 3               | Álex Calatrava  | 6               | 3               | 6               |   |   |               |               |               |              |              |  |
|  | Gérard Solvès        | Gérard Solvès        | 5                    | 6           | 6           |  |  |                 | Gérard Solvès   | 3               | 6               | 7               |   |   |               |               |               |              |              |  |
|  | David Sánchez        | David Sánchez        | 7                    | 1           | 2           |  |  |                 |                 |                 |                 |                 |   |   | Gérard Solvès | Gérard Solvès | Gérard Solvès | 6            | 6            |  |
|  | Francisco Costa      | Francisco Costa      | Francisco Costa      | 7           | 6           |  |  |                 |                 | Francisco Costa | Francisco Costa | Francisco Costa | 4 | 3 |               |               |               |              |              |  |
|  | Oscar Burrieza-Lopez | Oscar Burrieza-Lopez | Oscar Burrieza-Lopez | 6           | 4           |  |  | Francisco Costa | Francisco Costa | 4               | 6               | 6               |   |   |               |               |               |              |              |  |
|  |                      | Carlos Auffray       | Carlos Auffray       | 6           | 6           |  |  | Carlos Auffray  | Carlos Auffray  | 6               | 3               | 4               |   |   |               |               |               |              |              |  |
|  | 5                    | Marc-Kevin Goellner  | Marc-Kevin Goellner  | 1           | 2           |  |  |                 |                 |                 |                 |                 |   |   |               |               |               |              |              |  |

### Sezione 4
|  | Primo turno             | Primo turno             | Primo turno        | Primo turno | Primo turno |  |  | Secondo turno           | Secondo turno           | Secondo turno      | Secondo turno | Secondo turno |   |   | Ultimo turno | Ultimo turno     | Ultimo turno     | Ultimo turno | Ultimo turno |  |
|  |                         |                         |                    |             |             |  |  |                         |                         |                    |               |               |   |   |              |                  |                  |              |              |  |
|  | 4                       | Álex López Morón        | Álex López Morón   | 6           | 6           |  |  |                         |                         |                    |               |               |   |   |              |                  |                  |              |              |  |
|  |                         | Goncalo Figueiredo      | Goncalo Figueiredo | 0           | 1           |  |  | 4                       | Álex López Morón        | Álex López Morón   | 6             | 6             |   |   |              |                  |                  |              |              |  |
|  | Ivan Rodrigo-Marin      | Ivan Rodrigo-Marin      | Ivan Rodrigo-Marin | 6           | 6           |  |  |                         | Ivan Rodrigo-Marin      | Ivan Rodrigo-Marin | 4             | 4             |   |   |              |                  |                  |              |              |  |
|  | Andre Lopes             | Andre Lopes             | Andre Lopes        | 3           | 2           |  |  |                         |                         |                    |               |               |   |   | 4            | Álex López Morón | Álex López Morón | 6            | 6            |  |
|  | Joaquín Muñoz Hernández | Joaquín Muñoz Hernández | 4                  | 7           | 6           |  |  |                         |                         |                    | Tommy Robredo | Tommy Robredo | 4 | 4 |              |                  |                  |              |              |  |
|  | Tiago Neto              | Tiago Neto              | 6                  | 5           | 4           |  |  | Joaquín Muñoz Hernández | Joaquín Muñoz Hernández | 2                  | 6             | 3             |   |   |              |                  |                  |              |              |  |
|  |                         | Tommy Robredo           | 3                  | 6           | 6           |  |  | Tommy Robredo           | Tommy Robredo           | 6                  | 3             | 6             |   |   |              |                  |                  |              |              |  |
|  | 6                       | Stéphane Huet           | 6                  | 3           | 2           |  |  |                         |                         |                    |               |               |   |   |              |                  |                  |              |              |  |